# Tipula (Eumicrotipula) immerens
Tipula (Eumicrotipula) immerens is een tweevleugelige uit de familie langpootmuggen (Tipulidae). De soort komt voor in het Neotropisch gebied.